# The Abbey
The Abbey ist eine 2021 progressive Dark-Rock- und Doom-Metal-Band.

## Geschichte
Inspiriert von seinem Engagement als Gastsänger der Gruppe Fuzzifer im Jahr 2021 strebte Jesse Heikkinen von Hexvessel und Benighted in Sodom danach ein eigenes Doom-Metal-Projekt mit ausgeprägtem klaren Gesangspassagen zu gründen. Heikkinen, der als Musiker in der europäischen Metal- und Musikszene gut vernetzt ist, nannte das Projekt The Abbey, steckte mit okkultistischen Glaubensgemeinschaften, insbesondere Thelema, einen thematischen Rahmen und zog nacheinander Musiker wie den ehemaligen Sentenced-Schlagzeuger Vesa Ranta hinzu. Ranta schlug Heikkinen auf Basis der ersten Songfragmente vor eine Sängerin in die Band aufzunehmen und brachte Natalie Koskinen ins Gespräch. Die Shape-of-Despair-Sängerin, die der Filmemacher Ranta als Makeupartist bei einem Videodreh kennengelernt hatte, sagte nach Begutachtung der Demoaufnahmen zu. Mit dem Gitarristen Janne Markus von Poisonblack und dem Bassisten Henri Arvola komplettierte Heikkinen The Abbey. Auf Grundlage der Songentwürfe nahmen die Musiker, in großen Teilen separat voneinander, zwischen April und November 2021 das Debütalbum auf. Koskinen nahm ihren Teil, nicht wie meist mit eigenem Studioequipment auf, sondern besuchte Heikkinen um diesen kennenzulernen und ihren Gesang in seinem Heimstudio aufzunehmen. Kyösti Rautio, der auch Aufnahmen von Schlagzeug und Gitarre begleitete mischte das Album im Kratio Studio in Oulu abschließend ab. Word of Sin erschien am 17. Februar 2023 über Season of Mist.
Das Debüt wurde international überwiegend positiv angenommen. Als „gelungener Einstieg für die Band, die man sicherlich im Auge behalten sollte“, wurde das Album selbst von Kritikern die das Album generischen psychedelischen Doom Metal bewerteten als Hinweis genommen, dass die es gelte sich auch zukünftig mit den Veröffentlichungen der Gruppe zu befassen. Für Sondmagnet.eu hieß es, Word of Sin sei ein gelungenes Debütalbum, „das die breite Masse eher nicht erreichen wird, aber innerhalb der Szene für Aufmerksamkeit sorgen dürfte.“
Der Großteil der Rezensionen lobte das Album indes. Es entfalte „einen Sog, dem Fans von okkult angehauchtem Rock wie Jex Thoth, Witchcraft oder Blood Ceremony nur schwer widerstehen“ könnten schrieb Simon Ludwig für den Metal Hammer über Word of Sin. Auch in der von Mirko Pidde für Metal.de verfassten Besprechung wurde das Album als ein „eine Empfehlung für alle Freunde des okkulten Rocks, die nebenbei noch eine Vorliebe für etwas frickeligeren Doom haben“ beurteilt. Der Band sei „ein mitreißend bombastisches, schwelgerisch-düsteres und verspielt-doomiges Rockalbum“ gelungen, „das höchstwahrscheinlich zu den Besten des Jahres“ gezählt werden könne, lautete das für das Webzine Whiskey Soda verfasste Fazit. Auch Julia von Metal Factory ging davon aus, dass Word of Sin „mit Sicherheit in der Jahresabrechnung der besten Alben vertreten sein“ würde.

## Stil
Der Stil der Band gilt als ein Crossover aus Doom Metal, Psychedelic Rock, Progressive Rock und Elementen der Musik der schwarzen Szene. Selbst bewarb die Gruppe die Musik als Bindeglied von Ghost und Shape of Despair. Der Gesang von Jesse Heikkinen legen die Relation zu Ghost nah, derweil fuße die Musik anhaltend im Doom Metal, bleibe dabei allerdings „trotz aller schleppenden Schwermut unerhört eingängig“. Das Ergebnis sei ein „mitreißend bombastisches, schwelgerisch-düsteres und verspielt-doomiges“ Erlebnis. Das langsame Riffing bestimme die „nicht immer heavy, aber durchgehend mitreißend und mit einer verträumten, melancholischen Note“ gespielte Musik. „Stellenweise“ nähert sich die „Instrumental-Arbeit (vorab, das Keyboard und die Gitarren) dem Stil der Band Dream Theater.“ Melancholische und melodiöse Leadgitarrenspuren stehen im „Einklang mit orchestralem Chorgesang“. Das Tempo bleibt im mittleren bis langsamen Spektrum des Metal. Auch „wenn man den Musikern ihre Professionalität“ anhöre, bleibe die Präsentation des Handwerkvermögens nachrangig. Die Gruppe sei mehr damit befasst „eine düstere und okkulte Atmosphäre zu erzeugen.“ Während einzelne Stücke treibenden Groove beinhalten, stehen vornehmlich „schleppende, mit Keyboard unterlegte Melodien sowie der hypnotische Gesang im Vordergrund.“

## Diskografie
- 2023: Word of Sin (Album, Season of Mist)